# Міграція планет
Міграція планет (англ. Planetary migration) — процес, що відбувається при взаємодії планети або іншого супутника зорі з газовим диском або планетезималями, внаслідок чого змінюються параметри орбіти, особливо велика піввісь.
Міграцією планет можна пояснити існування гарячих юпітерів: екзопланет з масою порядку маси Юпітера, але з періодами обертання навколо зорі всього кількох діб. Поширена теорія формування планет з протопланетного диска передбачає, що такі планети неспроможні утворюватися так близько до зір, оскільки на таких малих відстанях недостатньо речовини, а температура занадто висока для можливості формування кам'яних чи крижаних планетезималей.
Також виявилося, що планети земної маси можуть піддаватися швидкій міграції у внутрішню частину системи, якщо вони формуються ще в період існування газового диска. Це може впливати на утворення ядер планет-гігантів (з масою близько 10 мас Землі) в тому випадку, якщо вони утворюються шляхом акреції на початкове ядро.

## Типи протопланетних дисків

### Газовий диск
Протопланетні газові диски навколо молодих зір, згідно зі спостережними даними, існують протягом кількох мільйонів років. Якщо в диску формуються планети з масою порядку маси Землі, то планети можуть обмінюватися кутовим моментом з навколишнім газом у диску, тому параметри орбіти планет можуть поступово змінюватись. Хоча зазвичай в таких випадках відбувається міграція всередину локально ізотермічного диска, але у дисках з градієнтом ентропії може відбуватися міграція у зовнішню область.

### Диск із планетезималями
На пізній стадії формування планетної системи масивні протопланети і планетезималі хаотично гравітаційно взаємодіють один з одним, в результаті чого багато планетезималей можуть бути викинуті на інші орбіти. У цьому випадку відбувається обмін кутовим моментом між планетами і планетезималями, виникає міграція (всередину чи назовні). Вважається, що міграція Нептуна у зовнішню частину Сонячної системи є відповідальною за подальше резонансне захоплення Плутона та інших плутино в орбітальний резонанс 3:2 з Нептуном.

## Типи міграції

### Міграція в диску
Даний тип орбітальної міграції виникає внаслідок сили гравітації між масивним тілом у диску та газом диска. При цьому змінюється кутовий момент на орбіті планети, що призводить до зміни елементів орбіти, зокрема великої півосі (але можуть змінюватися всі елементи).

#### Міграція I типу
Малі планети беруть участь у міграції I типу, керованій моментами сил, що виникають від хвиль в областях резонансів Ліндблада і області коротації. Резонанс Ліндблада призводить до утворення хвиль густини в навколишньому газі всередині та поза орбітою планети. Найчастіше зовнішня спіральна хвиля надає більший вплив, ніж внутрішня хвиля, тому планета втрачає кутовий момент і наближається до зорі. Темп міграції пропорційний масі планети та локальній густині газу. Характерний час міграції малий порівняно з часом життя газового диска (мільйони років). Додатковий вплив від областей коротації виникає при впливі газу, що рухається з періодом порядку орбітального періоду планети. У системі відліку, пов'язаній з планетою, газ обертається по підковоподібній орбіті, змінюючи напрямок при наближенні до планети спереду або ззаду. Газ, що змінює напрямок руху спереду планети, має велике значення великої півосі і може бути більш холодним і щільним, ніж той, що змінює напрямок позаду планети. При цьому може виникати область підвищеної густини газу попереду планети і область зниженої густини позаду планети, і кутовий момент планети змінюється. Коли міграція відбувається за типом I, то маса планети залежить від місцевого вертикального масштабу для тиску і, меншою мірою, від кінематичної в'язкості газу. У разі теплого і в'язкого диска міграція типу I може відбуватися для планет великих мас. У локально ізотермічних дисках та у випадку слабких градієнтів густини та температури вплив областей коротації менш потужний, ніж вплив резонансів Ліндбладу. Області міграції у зовнішню частину диска можуть існувати у певному діапазоні мас планет і параметрів диска також у разі локально-ізотермічних чи неізотермічних дисків. Розташування таких областей може змінюватись залежно від еволюційної стадії диска. У разі локально-ізотермічного диска вони укладені в областях, де великі радіальні градієнти густини та/або тиску на відстані близько декількох вертикальних масштабів зміни тиску. Міграція I типу в локально-ізотермічному диску узгоджується з формуванням і тривалою еволюцією деяких екзопланет, що спостерігаються телескопом Kepler. Швидка акреція твердої речовини на планету також може створити додатковий момент, коли загальний кутовий момент планети підвищується.

#### Міграція II типу
Якщо планета достатньо масивна для того, щоб створити порожнечу в газовому диску, її рух відносять до міграції II типу. У випадку достатньо великої маси планети її припливна сила передає кутовий момент газу поза орбітою планети, а всередині орбіти планети кутовий момент знижується, внаслідок чого газ вимітається з околиць орбіти планети. При міграції I типу вплив в'язкості газу перешкоджає викиданню газу внаслідок його перерозподілу та згладжування різкого градієнта густини. Але якщо вплив стає настільки сильним, що перевищує вплив в'язкості в околицях планети, то утворюється кільцева область зниженої густини. Ширина кільця залежить від температури та в'язкості газу та від маси планети. У простому сценарії, коли газ не перетинає область кільця, міграція планети залежить від зміни в'язкості диска з часом. У внутрішній частині диска планета рухається спіраллю до зорі, разом з акрецією речовини на зорю. У такому разі міграція зазвичай проходить повільніше, ніж при типі I. У зовнішній частині диска міграція може проходити у напрямку від зорі, якщо диск розширюється. Планета з масою Юпітера у звичайному протопланетному диску, імовірно, здійснює міграцію II типу, перехід від I до II типу відбувається за маси порядку маси Сатурна. Міграцією II типу можна пояснити існування гарячих юпітерів. У більш реалістичних ситуаціях, доки умови температури і в'язкості диска не досягнуть екстремальних значень, існує потік газу крізь кільцеподібну область. Як наслідок потоку маси, виникають моменти сил, які діють планету і залежать від локальних властивостей диска, як і моменти у разі міграції I типу. У в'язких дисках міграцію типу II можна описати як змінений варіант міграції типу II в рамках загальної теорії. Перехід від режиму міграції типу I до режиму типу II зазвичай досить плавний, однак були виявлені випадки відхилень від плавного переходу. У деяких ситуаціях, коли планети створюють некругові збурення в навколишньому газовому диску, міграція типу II може сповільнитися, зупинитися або змінити напрямок.

#### Міграція III типу
Даний режим міграції існує в граничних випадках співвідношення параметрів диска та планет і характеризується дуже короткою часовою шкалою. Хоча в деяких випадках цей режим міграції називають «утіканням» (англ. runaway migration), швидкість міграції не обов'язково зростає з часом. Міграція III типу керується коорбітальними моментами газу, захопленого в області лібрації планети за початкового відносно швидкого радіального руху планети. Радіальний рух планети зміщує газ у напрямку орбіти, створюючи асиметрію густини газу поблизу передньої і задньої півкуль планети. Міграція III типу зустрічається у досить масивних дисках і для планет, здатних створити лише часткові порожнечі у газовому диску. У ранніх інтерпретаціях міграція III типу пов'язувалася з потоками газу поперек орбіти планети у напрямку, протилежному радіальному руху планети. Швидкий рух у зовнішню область іноді може відбуватися протягом короткого часу, при цьому планети-гіганти переводяться на далекі орбіти, якщо міграція II типу неефективно переводить планети назад.

### Гравітаційне розсіювання
Інший можливий механізм, який може зрушити планети у бік більшого радіусу орбіти, — гравітаційне розсіювання на великих планетах або, за наявності протопланетного диска, гравітаційне розсіювання на областях підвищеної густини в диску. У разі Сонячної системи Уран і Нептун могли розсіятися на більш високі орбіти при тісних зближеннях з Юпітером і/або Сатурном. Системи екзопланет можуть зазнавати впливу схожої динамічної нестійкості в ході дисипації газового диска; при цьому змінюються орбіти планет і, в деяких випадках, планети можуть бути викинуті із системи або можуть зіткнутися із зорею. Також внаслідок розсіювання планета може перейти на орбіту з високим ексцентриситетом, а при проходженні перицентру близько до зорі орбіта може змінитися внаслідок припливного впливу зорі. Ексцентриситети і нахили орбіт планет також змінюються при зближеннях, що може пояснювати розподіл ексцентриситетів у близьких до зорі орбіт екзопланет. Отримані планетні системи зазвичай близькі до межі стійкості. У моделі Ніцци системи екзопланет із зовнішнім диском планетезималей також можуть піддаватися динамічній нестійкості внаслідок резонансної взаємодії при міграції, викликаній планетезималями. Ексцентриситети і нахили планет на далеких орбітах можуть змінюватися через наявність динамічного тертя з планетезималями, при цьому підсумкові значення параметрів орбіт залежать від відносної маси диска та планет, що брали участь у гравітаційних зближеннях.

### Міграція внаслідок взаємодії з планетезималями
Припливна взаємодія між зорею та планетою змінює велику піввісь та ексцентриситет орбіти планети. Приплив від планети, що обертається поблизу зорі, створює високу поверхню зорі. Якщо період обертання зорі перевищує період обертання планети, то розташування піднесення відстає від прямої між планетою та центром зорі, що створює момент сил між планетою та зорею. В результаті планета втрачає кутовий момент, велика піввісь її орбіти зменшується з часом. Якщо орбіта планети має ексцентриситет, то величина припливу більша, коли планета знаходиться в перицентрі орбіти. Найсильніше планета сповільнюється поблизу перицентру, при цьому апоцентрична відстань зменшується швидше за перицентричний, що знижує ексцентриситет. На відміну від міграції в диску, що триває кілька мільйонів років до дисипації газу, міграція припливу триває мільярди років. Приливна еволюція близьких до зорі планет призводить до зменшення великих півосей планет приблизно вдвічі порівняно зі значеннями, які вони мали на час дисипації протопланетної туманності.

### Цикли Козаї та приливне тертя
Орбіта планети, нахилена до площини обертання подвійної зорі, може стискатися внаслідок поєднання циклів Козаї та припливного тертя. Взаємодія з більш далекою зорею призводить до того, що в рамках механізму Лідова-Козаї у орбіти планети змінюється ексцентриситет та нахил. Ексцентриситет орбіти може зрости, при цьому знижується перицентрична відстань та може виникати сильна припливна взаємодія між планетою та зорею. При знаходженні поблизу зорі планета втрачає кутовий момент, орбіта стискається. Цикли зміни ексцентриситету та нахилу поступово змінюють велику піввісь орбіти планети. Якщо орбіта планети стискається так, що планета перестає відчувати вплив далекої зорі, то цикл Козаї завершується. Орбіта при цьому швидше стискатиметься, оскільки стає круговою під дією приливних сил. Орбіта планети також може стати ретроградною. Цикли Козаї можуть існувати в системі з двома планетами, що володіють змінними нахилами через гравітаційне розсіювання між планетами, при цьому одна з орбіт може стати ретроградною.

### Міграція внаслідок взаємодії з планетезималями
Орбіта планети може змінюватися при гравітаційній взаємодії з великою кількістю планетезималей. Міграція під впливом планетезималей є результатом складання переносів кутового моменту при зближеннях з планетезималями. При окремих зближеннях переданий кутовий момент і напрям зміни орбіти планети залежить від геометричних параметрів зближення. При великій кількості зближень напрям міграції планети залежить від середнього кутового моменту планетозималей відносно планети. Якщо кутовий момент великий, наприклад для диска поза орбітою планети, то планета рухається у зовнішню частину диска; якщо кутовий момент менший, ніж у планети, то вона рухається до зорі. Міграція планети залежить від розподілу планетезималей. У системі з однією планетою планетезималі можуть бути втрачені при викидах, при цьому планета переміщається ближче до зорі. У системі з декількома планетами планетезималі можуть видалятися зі сфери впливу даної планети при зближеннях з іншими планетами або, навпаки, потрапляти в сферу впливу. Такі взаємодії призводять до того, що орбіта планети стає ширшою, оскільки зовнішні по відношенню до неї планети зазвичай видаляють планетезималі з великим кутовим моментом з області впливу внутрішньої планети або вносять в область впливу планетезималі з малим кутовим моментом. Резонанси з планетою, у яких ексцентриситети орбіт планетезималей зростають до того часу, поки орбіти не починають перетинати область розташування планети, також є джерелом зближень із планетезималями і перерозподілу кутового моменту. Також у процесі самої міграції планета зближується з іншими планетезималями, при цьому міграція продовжується. Міграція може зупинятись, якщо планетезималі викидаються із планетної системи швидше, ніж у область планети потрапляють інші планетезималі. Якщо в протопланетному диску обертається одна планета, для неї більш короткі часи зближення з планетезималями на орбітах з малим періодом обертання призводять до частіших зближень з планетезималями з малим кутовим моментом, унаслідок чого міграція проходить у напрямку зорі. У газовому диску, тим не менш, можлива міграція у зовнішньому напрямку при певних розмірах планетезималей, оскільки через взаємодію з газом кількість планетезималей з малим орбітальним періодом невелика.

## Резонансне захоплення
Міграція планет може призводити до того, що планети опиняються в резонансах одна з одною при близькому розташуванні орбіт. Орбіти планет можуть зближуватися при зупинці міграції на внутрішньому кордоні газового диска; при цьому утворюється система близьких внутрішніх планет або, якщо міграція припиняється в області обнулення моментів, що управляють міграцією I типу (наприклад, поблизу крижаної лінії), утворюється ланцюжок близьких одна до одної, але сильніше віддалених від зорі планет. Гравітаційна взаємодія може призвести до резонансного захоплення планет з порівнянними ексцентриситетами. В рамках однієї з гіпотез (англ. Grand tack hypothesis) міграція Юпітера зупинилася і змінила напрямок при попаданні Сатурна в його зовнішній резонанс. Уповільнення міграції Юпітера та Сатурна, а також захоплення Урана та Нептуна в області більш далеких резонансів могли перешкоджати формуванню компактної системи надземель, які спостерігали телескоп Кеплер у багатьох планетних системах. Міграція планет у зовнішню частину системи може також призводити до резонансного захоплення планетезималей, наприклад, як у разі плутино в поясі Койпера. Хоча передбачається, що міграція планет призводить до систем з ланцюжками планет у резонансах, більшість екзопланет, що спостерігаються, не знаходяться в резонансі. Ланцюжки резонансів можуть руйнуватися через гравітаційну нестійкість при дисипації газового диска. Взаємодія з планетезималями, що залишилися в диску, може руйнувати резонансні конфігурації планет малої маси, залишаючи їх на орбітах поза областю резонансу. Припливна взаємодія з зорею, турбулентність в диску і взаємодія з іншими планетами, що формуються, також можуть руйнувати резонансні конфігурації. Резонансного захоплення можуть уникнути планети з масою меншою від маси Нептуна на орбітах з високим ексцентриситетом.

## У Сонячній системі

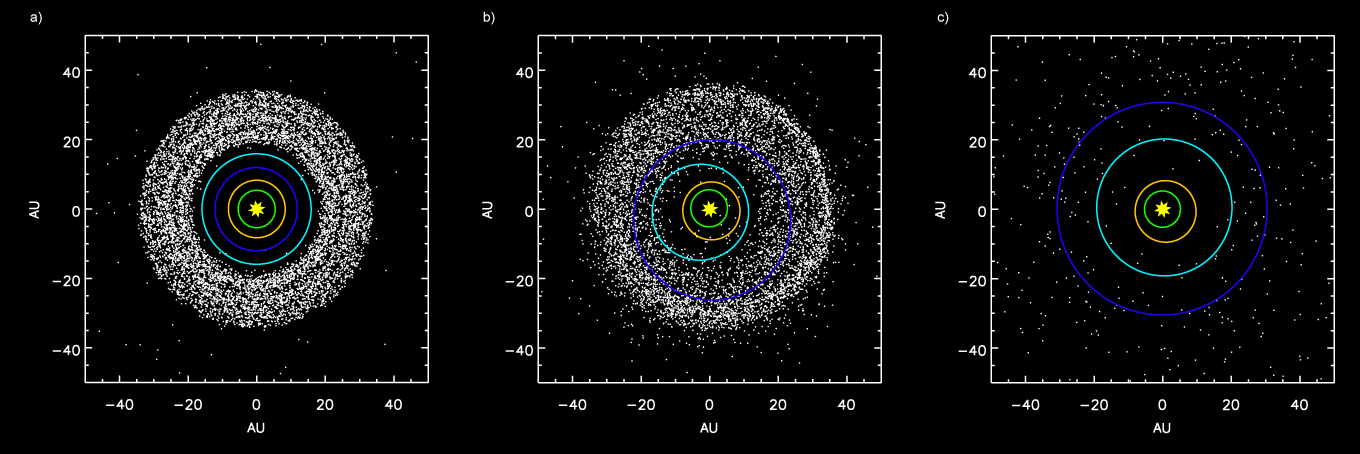
Моделювання, що показує зовнішню планетарну систему та пояс Койпера: a) до резонансу Юпітер/Сатурн 2:1, b) розсіювання об'єктів поясу Койпера після зсуву орбіти Нептуна, c) після викиду об'єктів поясу Койпера Юпітером

Міграція зовнішніх планет є сценарієм, запропонованим пояснення деяких властивостей орбіт тіл у зовнішній частині Сонячної системи. За межами орбіти Нептуна Сонячна система простягається у вигляді пояса Койпера, розсіяного диска і хмари Оорта, трьох окремих популяцій малих крижаних тіл, які вважаються джерелами більшості спостережуваних комет. На такій відстані від Сонця акреція була дуже слабкою для того, щоб планети встигли сформуватися до диссипації протосонячної туманності, оскільки початковий диск мав недостатню густину. Пояс Койпера знаходиться на відстані від 30 до 55 а. о. від Сонця, а найбільша протяжність розсіяного диска перевищує 100 а. о., хмара Оорта починається з 50000 а. о.
Згідно з таким сценарієм, пояс Койпера спочатку був щільнішим і ближчим до Сонця: він містив мільйони планетезималей, зовнішня межа знаходилася на відстані близько 30 а. о., тобто на сучасній орбіті Нептуна. Після формування Сонячної системи орбіти планет-гігантів продовжили повільно змінюватися під гравітаційним впливом залишкових планетезималей. Через 500—600 млн. років (близько 4 млрд. років тому) Юпітер і Сатурн перейшли до резонансу 2:1, при якому Сатурн здійснює один оберт навколо Сонця за час двох обертів Юпітера. Ексцентриситети орбіт Юпітера та Сатурна зросли, орбіти Урана та Нептуна стали менш стійкими. Зближення планет призвело до міграції Нептуна за орбіту Урана в щільний пояс планетезималей. Планети розсіяли більшу частину крижаних тіл усередину Сонячної системи, причому самі рухалися назовні. Далі аналогічний механізм діяв на ближчі до Сонця планети, орбіти яких також ставали далекими від Сонця. Процес тривав до того часу, поки планетезимали не зазнали впливу Юпітера, гравітація якого перевела їх на орбіти з високим ексцентриситетом чи викинула за межі Сонячної системи. При цьому Юпітер змістився ближче до Сонця. Описаний сценарій пояснює малу масу популяції транснептунових об'єктів. На відміну від зовнішніх планет, внутрішні, як передбачається, мало зміщувалися протягом життя Сонячної системи, їх орбіти залишалися стійкими під час пізнього важкого бомбардування.